# Enrique Samuel
Enrique Rafael Samuel Ortiz (Maracaibo, 16 novembre 1967) è un ex calciatore venezuelano, di ruolo centrocampista.